# Bibliothèque Gernet-Glotz
La bibliothèque Gernet-Glotz est une bibliothèque de recherche spécialisée en histoire ancienne créée en 2004. Elle est située à Paris dans le 2e arrondissement, au sein de la galerie Colbert, dans les locaux de l’Institut national d’histoire de l’art (INHA).
La bibliothèque est rattachée au laboratoire de recherche Anthropologie et histoire des mondes antiques (UMR ANHIMA).

## Histoire

### Genèse
La bibliothèque Gernet-Glotz est l'héritière de la bibliothèque Glotz (fondée en 1961) et de la bibliothèque Gernet (fondée en 1975), deux bibliothèques parisiennes consacrées à l’histoire ancienne.

#### Bibliothèque Glotz (1961-2004)
La plus ancienne des deux structures, la bibliothèque Glotz, est fondée en 1961. Rattachée au Centre Gustave Glotz - Recherches sur les mondes hellénistique et romain (ex-UMR 8585), elle est alors la bibliothèque d’histoire ancienne de la Sorbonne, encore unifiée avant son éclatement à la fin des années 1960.
Elle hérite, dès sa fondation, de livres légués par les historiens Gustave Glotz et Théodore Reinach. Elle est, par la suite, enrichie grâce à l’acquisition de la bibliothèque de l'archéologue Charles Picard. Outre les acquisitions régulières, elle bénéficie de legs importants provenant des bibliothèques de William Seston ainsi que de l'épigraphiste Louis Robert et de son épouse, Jeanne Robert.

#### Bibliothèque Gernet (1975-2004)
La bibliothèque du Centre Louis Gernet est plus récente. Créée à l’initiative de Jean-Pierre Vernant en 1975, ellee dépend du Centre Louis Gernet - Recherches comparées sur les sociétés anciennes (ex-UMR 8567).
À côté des achats réguliers, elle bénéficie de dons importants, en particulier de Victor Goldschmitt, Henri-Irénée Marrou mais également de la part d'hellénistes tels que Jean-Pierre Vernant, Pierre Vidal-Naquet, Nicole Loraux ou encore Claude Mossé.

### Fusion des bibliothèques Gernet et Glotz (2004)
La bibliothèque Gernet-Glotz est issue de la fusion de celles des deux centres, le Centre Louis Gernet et le Centre Gustave Glotz. Cette fusion s'opère lors de l’installation dans les locaux de l'INHA au sein de la galerie Colbert, en 2004.

### La bibliothèque aujourd'hui
En 2006, la bibliothèque fait l'acquisition, en collaboration avec l'INHA, du fonds Poinssot, un corpus de documents provenant d’une famille de trois générations d’archéologues, Julien, Claude et Louis Poinssot, et principalement axée sur l’archéologie en Afrique du Nord.
La bibliothèque comporte notamment des fonds provenant de dons de François Hinard (2009), Claude Nicolet (2011), Pierre Amandry (2015), Joseph Mélèze-Modrzejewski (2017), Mireille Cébeillac (2018) et, plus récemment, François Lissarrague (2022).
En mai 2021, elle se voit décerner à ce titre le label « Collection d'excellence » par le groupement d’intérêt scientifique Collex-Persée.

## Collections et services
La bibliothèque Gernet-Glotz est spécialisée dans l’histoire ancienne des mondes grec et romain. C'est une des bibliothèques majeures dans ce domaine en France.
Ses collections couvrent l'ensemble des disciplines constitutives des sciences de l’Antiquité (histoire, épigraphie, archéologie, numismatique, papyrologie, etc.) pour la période allant du Ier millénaire av. J.-C. jusqu'au Ve siècle apr. J.-C. (Antiquité tardive) sur l'ensemble du pourtour méditerranéen.
La bibliothèque dispose d'un fonds comprenant plus de 50 000 monographies et 390 titres de périodiques dont 120 vivants.
Elle possède plusieurs spécificités qui la distingue de la plupart des bibliothèques de recherches françaises :
- Elle utilise la classification de la Bibliothèque du Congrès et non pas la classification Dewey comme il est d'usage ;

- Les magasins, répartis sur trois niveaux, sont en libre-accès.

## Accès et services
La bibliothèque est accessible uniquement aux enseignants-chercheurs, chercheurs et étudiants de master et de doctorat ainsi qu'aux historiens de l’art et conservateurs de musée travaillant dans le domaine de l’Antiquité.
Ouverte du lundi au vendredi de 10h à 18h, la bibliothèque offre 56 places en salle de lecture. Elle communique le nombre de places disponibles en temps réel via l'application mobile Affluences.
Elle propose un catalogue en ligne et le suivi des nouvelles acquisitions grâce à Zotero.
Depuis 2017, elle collabore au réseau Mir@bel.